# Södermalms stadsdelsområde
Södermalm är ett stadsdelsområde i Stockholms innerstad. Stadsdelsområdet omfattar stadsdelarna Gamla stan, Riddarholmen, Långholmen, Reimersholme, Södermalm och Södra Hammarbyhamnen. Dessutom ingår den obebodda ögruppen Årsta holmar, vilka ligger i stadsdelen Årsta, som dock i övrigt tillhör Enskede-Årsta-Vantörs stadsdelsområde. Även en mindre del av Björkhagen ligger inom stadsdelsområdet.
Stadsdelsområdet Södermalm bildades den 1 januari 2007 då Maria-Gamla stans stadsdelsområde och Katarina-Sofia stadsdelsområde gick samman. Dessförinnan hade det tidigare stadsdelsområdet Hornstull införlivats i Maria-Gamla stan 1998, och det tidigare stadsdelsområdet Hammarby stadsdelsområde delats upp mellan Skarpnäck och dåvarande Katarina-Sofia samma år.